# Лео Перуц
Лео Перуц (Праг, 2. новембар 1882 - Бад Ишл, 25. август 1957) био је аустријски књижевник и математичар. Најпознатији је по романима „Мајстор судњег дана” (1923), „Снег Светог Петра” (1933) и „Ноћу под каменим мостом” (1952).
Пореклом из добростојеће, трговачке, јеврејске породице, Перуц се у својој осамнаестој години доселио у Беч. У Бечу је студирао теорију вероватноће, статистику и економију, а потом је добар део живота радио у различитим заводима за осигурање, све док се није прославио као писац почетком двадесетих година двадесетог века. Његова књижевна каријера почела је да опада тридесетих услед порасти антисемитизма, да би 1938, након Аншлуса, пребегао са породицом из Аустрије, најпре у Италију, а потом у Израел. Мада је у Израелу живео материјално пристојним животом, захваљујући потпори своје добростојеће породице, никада за живота није успео да поврати стару славу. Након Перуцове смрти почиње поновно интересовање за његово стваралаштво.
Перуцови романи су кратки. Обично су у питању детективски или историјски романи са динамичном радњом и са метафизичким и метафикционалним обртом. Иако је био склон жанровској књижевности, никада се није строго држао њених оквира и конвенција. Фантастика је често присутна у његовим делима, почев од првог романа „Трећи метак” па све до дела „Ноћу под каменим мостом”. Такође, у својим књигама преиспитивао је однос између стварности и привида.

## Одабрани романи
- „Трећи метак” (1915)
- „Од девет до девет” (1918)
- „Маркиз од Болибара” (1920)[7]
- „Мајстор судњег дана” (1923)
- „Мала јабука” (1928)
- „Снег Светог Петра” (1933)
- „Шведски јахач” (1936)
- „Ноћу под каменим мостом” (1952)
- „Леонардов Јуда” (1959)